# Salto con gli sci alla XXVII Universiade invernale
Nel salto con gli sci alla XXVII Universiade invernale si sono disputate cinque gare: due maschili, due femminili e una mista. Le gare si sono svolta dal 27 gennaio al 1º febbraio 2015 a Štrbské Pleso, in Slovacchia, sul trampolino HS100 MS 1970.

## Podi

### Uomini
| Evento            |                                                              |         |                                                            |        |                                                      |       |
| Oro               | Punteggio                                                    | Argento | Punteggio                                                  | Bronzo | Punteggio                                            |       |
| HS100 individuale | Vladimir Zografski                                           | 248,8   | Il'mir Chazetdinov                                         | 244,2  | Evgenij Klimov                                       | 241,7 |
| HS100 a squadre   | Russia Evgenij Klimov Michail Maksimočkin Il'mir Chazetdinov | 723,2   | Giappone Kanta Takanashi Minato Mabuchi Junshirō Kobayashi | 702,3  | Polonia Andrzej Zapotoczny Stanisław Biela Jakub Kot | 680,3 |

### Donne
| Evento            | Oro                                            | Punteggio | Argento                                | Punteggio | Bronzo                                         | Punteggio |
| HS100 individuale | Irina Avvakumova                               | 223,2     | Yuka Kobayashi                         | 198,2     | Anastasija Barannikova                         | 190,5     |
| HS100 a squadre   | Russia Anastasija Barannikova Irina Avvakumova | 392,3     | Giappone Aki Matsuhashi Yuka Kobayashi | 385,9     | Rep. Ceca Vladěna Pustková Michaela Doleželová | 322,8     |

### Misti
| Evento                | Oro                                          | Punteggio | Argento                                              | Punteggio | Bronzo                                     | Punteggio |
| HS100 a squadre miste | Giappone I Yuka Kobayashi Junshirō Kobayashi | 202,4     | Russia II Anastasija Barannikova Michail Maksimočkin | 185,0     | Giappone II Aki Matsuhashi Kanta Takanashi | 178,6     |

## Medagliere
| Pos.   | Paese     | Oro | Argento | Bronzo | Totale |
| ------ | --------- | --- | ------- | ------ | ------ |
| 1      | Russia    | 3   | 2       | 2      | 7      |
| 2      | Giappone  | 1   | 3       | 1      | 5      |
| 3      | Bulgaria  | 1   | 0       | 0      | 1      |
| 4      | Polonia   | 0   | 0       | 1      | 1      |
| 4      | Rep. Ceca | 0   | 0       | 1      | 1      |
| Totale | Totale    | 5   | 5       | 5      | 15     |